# Högsdorf
Högsdorf là một đô thị thuộc huyện Plön, trong bang Schleswig-Holstein, nước Đức. Đô thị Högsdorf có diện tích 10,92 km², dân số thời điểm 31 tháng 12 năm 2006 là 424 người.